# Permis de conduire
Le permis de conduire est un droit administratif donnant autorisation de conduire certains véhicules motorisés tels que automobile, motocyclette, cyclomoteur, camion ou autobus, dans un ensemble de pays. La délivrance du permis de conduire peut être soumise selon les cas et les lois locales à un test d'aptitude à la conduite de niveau de difficulté variable ainsi qu'à des exigences d'âge minimal. Il peut se terminer  avec certaines infractions, après une période de temps échue ou à un certain âge. En cas d'accident, l'absence de permis du conducteur impliqué entraîne l'annulation de l'assurance et les coûts — dommages matériels propres, dommage corporels propres et dommages matériels et corporels aux tiers — à la charge de l'individu responsable peuvent s'élever à un million d'euros et endetter le contrevenant à vie, notamment en France. 

## Historique

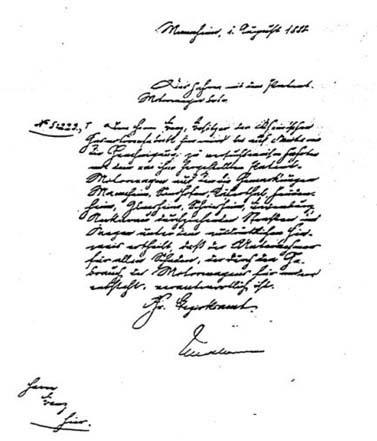
Le premier permis de conduire au monde délivré à Carl Benz à la suite de sa demande.

Carl Benz, inventeur de l'automobile moderne, a dû recevoir une autorisation écrite des autorités du Grand-duché de Bade pour pouvoir utiliser sa voiture sur les routes publiques en 1888, après une plainte de la population locale à propos du bruit et de l'odeur de son Motorwagen. Puis jusqu'au début du XXe siècle, les autorités européennes fournirent des permis pour conduire des véhicules à moteur sur demande.
Un permis fut exigé pour conduire pour la première fois dans le Motor Car Act 1903 (en) au Royaume-Uni. Chaque propriétaire de voiture devait enregistrer son automobile auprès de l'autorité gouvernementale locale et devait pouvoir fournir la preuve de cet enregistrement sur demande. L'âge minimum était alors fixé à 17 ans. Le permis donnait à son porteur l'autorisation de rouler sur route à la vitesse maximale de 20 miles par heure soit environ 32 km/h. Le test de conduite obligatoire fut introduit en 1934, avec l'entrée en vigueur de la loi Road Traffic Act 1934 (en).
En France, le 16 août 1889, Léon Serpollet passe le premier examen de conduite sur un tricycle de sa conception, puis obtient en 1891 la première autorisation de circuler à 16 km/h. Anne de Rochechouart de Mortemart, duchesse d'Uzès, est la première femme française à obtenir le certificat de capacité en avril 1898, mais aussi la première femme à recevoir une contravention, avec son fils, ainsi que le relate le journal Le Matin du 3 juillet 1898, pour excès de vitesse au bois de Boulogne, la vitesse étant alors limitée par l'ordonnance du 14 août 1893 à 20 km/h en rase campagne et à 12 km/h en ville,,. Cette même ordonnance de 1893, prise par le préfet Louis Lépine, impose un certificat de capacité pour circuler dans le périmètre de la préfecture de police de Paris, initialement, pour les hommes de plus de vingt-et-un ans. Il est délivré par les ingénieurs des mines après avoir fait quelques manœuvres de démarrage et arrêt,. Le certificat de capacité est ensuite étendu par décret à toute la France le 10 mars 1899, la vitesse maximale est dans le même temps portée à 30 km/h en rase campagne et à 20 km/h en ville et il est établi une obligation de se « ranger à droite ». Ces certificats de capacité, délivrés par le préfet d'un département, valables pour l'ensemble du territoire, peuvent être retirés après deux contraventions au cours d'une année.
En Prusse, faisant alors partie de l'Empire allemand, le permis devint obligatoire le 29 septembre 1903. Un test sur les compétences mécaniques devait être passé et le Dampfkesselüberwachungsverein (« association de supervision de la machine à vapeur ») était chargé de mener ces tests. En 1910, le gouvernement impérial allemand appliqua la mesure du permis obligatoire à l'échelle nationale établissant un système exigeant des tests et un apprentissage du conducteur qui fut également adopté dans d'autres pays.
En Europe, d'autres pays ont requis les tests de conduite au cours du XXe siècle, le dernier d'entre eux étant la Belgique. Jusqu'en 1977, il était possible dans ce pays d'obtenir un permis en réussissant un examen théorique mais sans avoir à passer d'examen de conduite,.
À mesure que le nombre de morts sur les routes augmentait en Amérique du Nord, les réactions publiques ont amené les législateurs à étudier les systèmes français et allemands. Le 1er août 1910, la première loi nord-américaine relative au permis de conduire des véhicules à moteur entra en vigueur dans l'État américain de New York, bien qu'il n'était appliqué au départ que pour les conducteurs professionnels. En juillet 1913, l'État du New Jersey devient le premier à requérir le permis pour tous les conducteurs avec un examen obligatoire préalable.

Permis de conduire sur papier
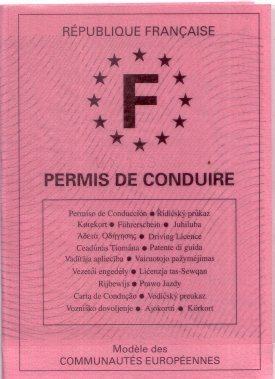
Ancien permis de conduire français.
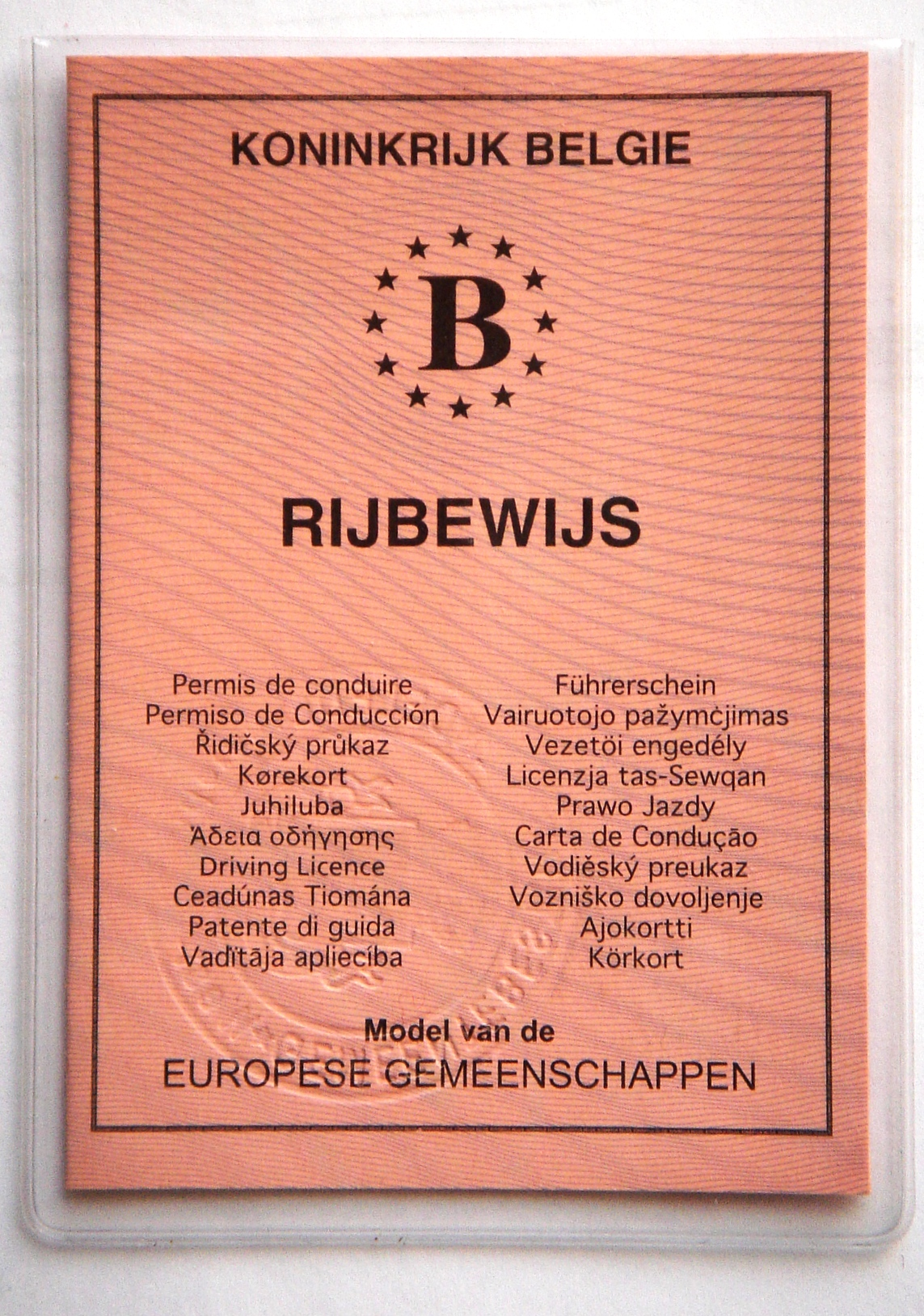
Permis de conduire belge.
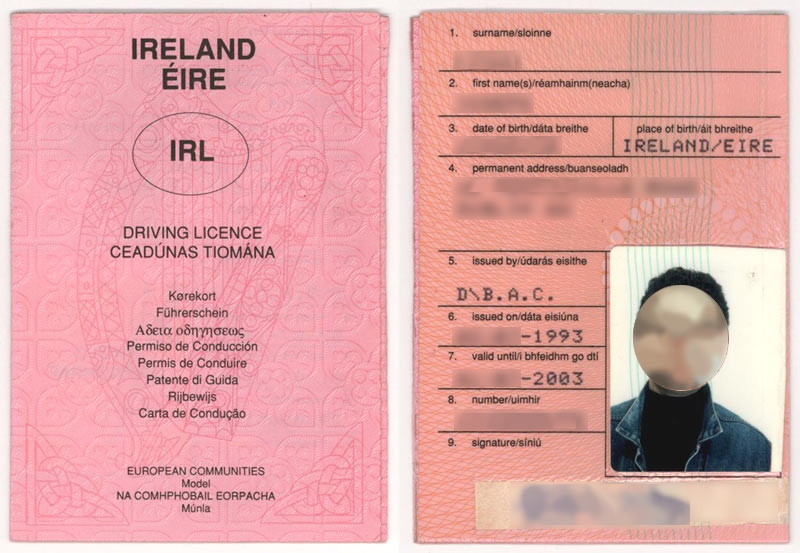
Permis de conduire irlandais.
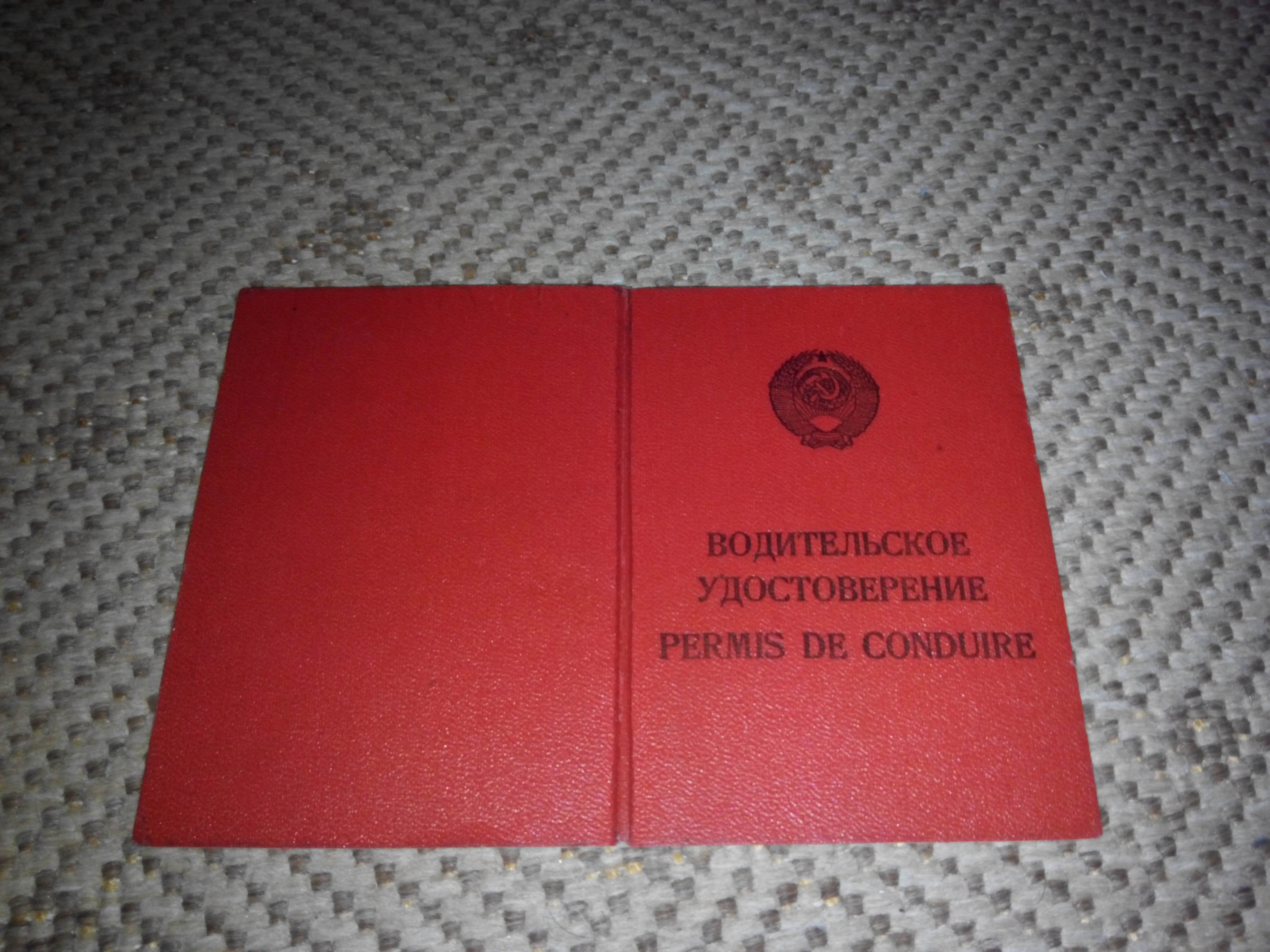
Ancien permis de conduire soviétique.

À partir de la fin du XXe siècle, des études sociologiques montrent que dans les zones très urbanisées, les jeunes achètent moins de voitures et passent leur permis de conduire plus tardivement ou pas du tout,,, et estiment que le « pic de voiture », ou un maximum de déplacements en voiture par habitant, pourrait déjà avoir été atteint dans ces zones. Un nombre croissant de personnes s'inscrivent dans la tendance car-free (sans voiture, libre de voiture) et choisissent de vivre dans des résidences, quartiers ou îles sans voitures, et/ou utilisent des voitures avec chauffeur.
Ainsi, 726 000 jeunes de moins de 30 ans ont obtenu leur permis de conduire en 2019 contre 766 000 en 2017. Cela s'expliquerait par l'existence de mode de déplacement plus adaptés à la ville en Ile-de-France : transports en commun, vélo ou  trottinette, et par la vie en dessous du seuil de pauvreté pour 13 % des jeunes, ainsi que par des raisons écologiques.
En France, 77 % des jeunes ont leur permis en zone rurale et 45 % en région parisienne.

## Cadre international
Pour les pays qui en sont membres, en 1949, la convention sur la circulation routière de Genève définit l'âge minimum de conduite (18 ans), le format de permis de conduire qui contient les cinq catégories : A : motocycles avec ou sans sidecar, B : automobile de moins de 3 500 kilogrammes ou 7 700 livres, C : automobile de plus de 3 500 kilogrammes ou 7 700 livres, D : automobiles de plus de huit places assises outre le conducteur, et E : remorque non légère.
La convention de Genève de 1949 prévoit un permis de couleur rose.
Pour les pays qui en sont membres, en 1968, la Convention de Vienne sur la circulation routière définit différents types de véhicules pour lesquels un permis est valable:
| A | Motocycles                  |
| B | Automobiles < ou = 3 500 kg |
| C | Automobiles > 3 500 kg      |
| D | Transport de personnes      |
| E | Véhicules couplés           |

### Réciprocité
Un permis de conduire obtenu dans l'Union européenne est valable dans l'Espace économique européen, sous réserve que la personne soit âgée d'au moins 17 ans. En dehors de ces pays, la réciprocité en matière d'échange de permis de conduire existe entre certains pays, comme la France et, entre autres, le Sénégal, le Maroc, le Japon (à condition de posséder une traduction agréée de son permis), certaines provinces canadiennes, ou certains États des États-Unis. Tous les permis américains sont valables en France (avec le permis international) pour de courts séjours.

### Permis de conduire international
- Partie de la convention de 1949
- Pas partie de la convention de 1949 ; permis de conduire international reconnu.

Un permis de conduire international est un document établissant une version internationale traduite en plusieurs langues d'un permis de conduire national et qui permet à son porteur de circuler dans les nations le reconnaissant autre que la sienne propre. Le permis de conduire international, valide pour une durée maximale de trois ans, doit obligatoirement être accompagné du permis national valide, car il n'est rien d'autre qu'une traduction du permis national. La Convention de Genève de 1949 donne un certain nombre de règles relatives à la sécurité routière et fixe notamment dans son annexe 10 le format du permis international. Cette convention est ratifiée par 95 pays. La Convention de Vienne sur la circulation routière de 1968 fixe dans son annexe 7 le format du permis international. Le permis international ne peut être émis que par des agences gouvernementales et par des associations dûment mandatées.
La Fédération internationale de l'automobile (FIA) représente le plus large réseau d'associations autorisées par leurs gouvernements à émettre des permis de conduire internationaux. La FIA a mis en place un portail web International Driving Permit facilitant l'accès à l'information pour les utilisateurs de la route.

## Permis en Europe
Le Parlement européen à la suite d'une décision de sa commission des Transports a voté en novembre 2006 la Directive 2006/126/CE du Parlement européen et du Conseil du 20 décembre 2006 relative au permis de conduire qui crée un permis unique au niveau des États membres de l'Union européenne. La mise en circulation de ce permis est prévue le 19 janvier 2013. Les États membres devront avoir remplacé les permis existants avant 2033. La carte en polycarbonate du permis ressemble à une carte plastifiée avec photo, identique dans tous les États membres de l'Union européenne. Son objectif annoncé est la lutte contre la fraude.
Cette directive a fait l'objet de débats. Des députés comme Georg Jarzembowski (en) se sont opposés à une durée limitée de validité.
En effet, tous les permis ne seront désormais plus valables que pour durée finie de dix à quinze ans, quelle que soit leur catégorie. Les États membres sont libres de prévoir des examens médicaux lors du renouvellement administratif,.
| Avant janvier 2013         | Avant janvier 2013 | Avant janvier 2013 | Avant janvier 2013 | Avant janvier 2013 | Avant janvier 2013 | Avant janvier 2013 |  |
| -------------------------- | ------------------ | ------------------ | ------------------ | ------------------ | ------------------ | ------------------ |  |
|                            |                    |                    |                    |                    |                    |                    |  |
| autrichien                 | belge              | roumain            | allemand           | norvégien (EEE)    | suisse             |                    |  |
| UE                         | UE                 | UE                 | UE                 | Hors UE            | Hors UE            |                    |  |
| Après janvier 2013 (recto) |                    |                    |                    |                    |                    |                    |  |
|                            |                    |                    |                    |                    |                    |                    |  |
| Après janvier 2013 (verso) |                    |                    |                    |                    |                    |                    |  |
|                            |                    |                    |                    |                    |                    |                    |  |
| autrichien                 | belge              | roumain            | allemand           | norvégien (EEE)    | suisse             |                    |  |
| UE                         | UE                 | UE                 | UE                 | Hors UE            | Hors UE            |                    |  |

### En France
En application de la loi no 89-469 du 10 juillet 1989, le permis à points est entré en vigueur en France le 1er juillet 1992.
L'application de la directive européenne 2006/126/CE du Parlement européen et du Conseil du 20 décembre 2006 a établi un modèle de permis de conduire par Arrêté du 20 avril 2012 fixant les conditions d'établissement, de délivrance et de validité du permis de conduire. Ce nouveau modèle de titre de permis de conduire se substituera aux précédents modèles à partir du 19 janvier 2033, mais préconise la présence que d'un seul prénom pour chaque titulaire du permis de conduire, et ne mentionne aucune adresse de domiciliation, à contrario des principes énoncés au sein de la CNIL, la Commission Nationale de l'Informatique et des Libertés, mais aussi du Parlement européen (Règlement 2016/679 du Parlement européen et du Conseil du 27 avril 2016).

#### Conditions de validité
La réussite à l'examen permet d'obtenir un permis qui est validé sur un document de couleur rose, comportant la date d'obtention et la date limite de validité (applicable pour les handicapés et les titulaires des permis C, D et E ; les autres catégories n'ont pas de date limite de validité).
Un nouveau format de document remplace progressivement le « papier rose » dès 2013. Il se présente sous la forme d'une carte plastifiée, au format d'une carte bancaire, munie d'une puce électronique recensant des informations sur le conducteur notamment ses infractions au code de la route. Ceci intervient dans le cadre d'une harmonisation des permis de conduire au sein de l'Union Européenne, ils seront donc communs à tous les pays concernés et valables 15 ans.
Les différentes catégories du permis de conduire autorisent la conduite des véhicules suivants : 
- A : motocyclette, avec ou sans side-car, tricycle.
- A1 : motocyclette légère (avec ou sans side-car) d'une puissance maximale de 11 kW (15 ch), qui n’excède pas 125 cm3 de cylindrée, et dont le rapport puissance/ poids ne dépasse pas 0,1 kW/kg ; un tricycle à moteur d'une puissance maximale de 15 kW.
- A2 : motocyclette (avec ou sans side-car), dont la puissance n’excède pas 35 kW et dont le rapport puissance/poids n'excède pas 0,2 kW/kg ; un tricycle à moteur d'une puissance maximum de 15 kW.
- AM : cyclomoteur dont la vitesse est limitée à 45 km/h par construction d'une cylindrée inférieure à 50 cm3 (moteur à combustion interne) ou d'une puissance maximale de 4 kW (autres motorisations) ou un quadricycle léger à moteur d'une puissance maximale de 4 kW (mini-voitures classées « voiturettes » ou petits quads)[40].
- B : véhicules dont le poids total autorisé en charge (PTAC) est inférieur ou égal à 3,5 tonnes, neuf places assises au maximum, conducteur compris.

Aux véhicules de cette catégorie peut être attelée une remorque dans ces conditions :
1. Le PTAC de la remorque est inférieur ou égal à 750 kg ;
2. Si le PTAC de la remorque est supérieur à 750 kg, le poids total roulant autorisé de l'ensemble constitué du véhicule tracteur et de la remorque doit rester inférieur à 3 500 kg.

- - Accès aux Motos et scooters limité à 125 cm3 : Depuis le 19 janvier 2013[41], cette catégorie B permet la conduite, sur le territoire national[42], de  motocyclette légère de 125 cm3 (15 ch ou 11 kW[43]) et de scooters de la classe L5e[44], à condition d'être titulaire de ce permis depuis deux ans révolus, d'avoir suivi une formation pratique de sept heures[45] et avoir plus de 21 ans (pour les L5e).
    - Si le permis B est obtenu entre le 1er mars 1980 et le 19 janvier 2013, la conduite de 125 n’est autorisée que si le détenteur est titulaire du permis depuis au moins deux ans et a suivi la formation de sept heures. À noter que, depuis le 1er mars 1980, l’équivalence A1 ou AL n’est plus valable[46] et la formation pratique est obligatoire.
    - Si ce permis est obtenu avant le 1er mars 1980, la formation pratique n'est pas nécessaire ; cette équivalence autorise la conduite d'une moto et d'un scooter 125 dans tous les pays européens[Lesquels ?].

  - Accès aux véhicules et appareils agricoles ou forestiers : Depuis le 8 aout 2015, à la suite de la modification de l'article L221-2 du code la route, cette catégorie B permet la conduite, sur le territoire national, de véhicules et appareils agricoles ou forestiers dont la vitesse est limitée à 40 km/h[47],[48],[49].

- BEA véhicules à boite de vitesse automatique dont le poids total autorisé en charge (PTAC) est inférieur ou égal à 3,5 tonnes, neuf places assises au maximum, conducteur compris.
- Aux véhicules de cette catégorie peut être attelée une remorque dans ces conditions :
  1. Le PTAC de la remorque est inférieur ou égal à 750 kg ;
  2. Si le PTAC de la remorque est supérieur à 750 kg, le poids total roulant autorisé de l'ensemble constitué du véhicule tracteur et de la remorque doit rester inférieur à 3 500 kg.

- B1 : quadricycles lourds à moteur dont la puissance n'excède pas 15 kW et dont le poids à vide n'excède pas 400 kg pour ceux affectés au transport de personnes et 550 kg pour ceux affectés au transport de marchandises.

Une formation supplémentaire de sept heures est requise dans les cas suivants :
- B96 : ensemble de véhicules (véhicule tracteur et remorque) dont la somme des poids totaux autorisés en charge est inférieure ou égale à 4 250 kg[50],[51] avec ces deux conditions réunies[52] :

1. Le PTAC (poids total autorisé en charge) de la remorque est supérieur à 750 kg et inférieur ou égal à 3,5 tonnes ;
2. La somme des PTAC (PTAC du véhicule tracteur + PTAC de la remorque) est supérieure à 3,5 tonnes et inférieure ou égale à 4,25 tonnes.

Il ne faut pas dépasser la limite du poids total roulant autorisé (PTRA) du véhicule tracteur ni que le PTAC de la remorque soit inférieur à 1,3 fois le poids à vide du véhicule tracteur[réf. souhaitée].
Depuis janvier 2013, la condition sur le poids total autorisé en charge de la remorque devant être inférieur ou égal au poids à vide du véhicule tracteur est supprimée[réf. souhaitée]. Ces catégories de permis sont en vigueur depuis le 1er janvier 2013 :
- C1 : véhicules dont le PTAC est supérieur à 3,5 tonnes et inférieur ou égal à 7,5 tonnes. Ces véhicules sont par ailleurs conçus et construits pour le transport de huit passagers au plus outre le conducteur. Aux véhicules de cette catégorie peut être attelée une remorque dont le PTAC est inférieur ou égal à 750 kg.
- C : véhicules affectés au transport de marchandises ou de matériel dont le PTAC est supérieur à 7,5 tonnes. Ces véhicules sont par ailleurs conçus et construits pour le transport de huit passagers au maximum en plus du conducteur. Aux véhicules de cette catégorie peut être attelée une remorque dont le PTAC est inférieur ou égal à 750 kg.
- D1 : véhicules affectés au transport de personnes comportant au plus seize places assises outre le siège du conducteur et mesurant jusqu'à 8 mètres de long. Aux véhicules de cette catégorie peut être attelée une remorque dont le poids total autorisé en charge PTAC n'excède pas 750 kg.
- D : véhicules affectés au transport de personnes comportant plus de huit places assises outre le siège du conducteur ou transportant plus de huit personnes non compris le conducteur. Aux véhicules de cette catégorie peut être attelée une remorque dont le poids total autorisé en charge PTAC n'excède pas 750 kg.
- BE : véhicules de catégorie B attelés d'une remorque ou semi-remorque lorsque le PTAC de la remorque est supérieur à 750 kg et inférieur à 3 500 kg et que la somme des PTAC du véhicule tracteur et de la remorque est supérieure à 4 250 kg.
- C1E : véhicules dont le PTAC est supérieur à 3,5 tonnes et inférieur ou égal à 7,5 tonnes (catégorie C1) attelés d'une remorque ou semi-remorque dont le PTAC est supérieur à 750 kg et/ou véhicules relevant de la catégorie B attelés d'une remorque ou semi-remorque dont le PTAC est supérieur à 3 500 kg. Dans les deux cas, le poids total roulant autorisé (PTRA) de l'ensemble ne doit pas excéder 12 000 kg (douze tonnes).
- CE : véhicules affectés au transport de marchandises ou de matériel dont le PTAC est supérieur à 7,5 tonnes (catégorie C) et qui sont attelés d'une remorque ou semi-remorque dont le PTAC dépasse 750 kg. Ces véhicules sont par ailleurs conçus et construits pour le transport de huit passagers au maximum en plus du conducteur.
- D1E : véhicules affectés au transport de personnes comportant au plus seize places assises outre le siège du conducteur et mesurant jusqu'à 8 mètres de long (catégorie D1) et dont le PTAC de la remorque excède 750 kg.
- DE : véhicules affectés au transport de personnes comportant plus de huit places assises outre le siège du conducteur (ou transportant plus de huit personnes non compris le conducteur) et dont le PTAC de la remorque excède 750 kg.

#### Permis boite-auto BEA et autres spécificités

##### Permis boite-auto BEA
En apprenant sur un véhicule à embrayage automatique, l’apprenti conducteur passe moins de temps de formation sur le déplacement et le maniement du véhicule et aborde plus rapidement les phases d’apprentissage visant à appréhender la route et y circuler en tenant compte des autres et de la signalisation.
Une progression rapide est le meilleur moyen de faire baisser le coût du permis, en réduisant le nombre d'heures d'apprentissage.

##### Transformer un permis boite-auto en permis classique
La formation au permis de conduire sur boite automatique était déjà possible avant, mais il est désormais[Quand ?] plus facile de transformer son permis boite automatique en permis boite manuelle. En effet, lorsque l’on passe l’épreuve du permis de conduire sur boite-auto, une restriction figure sur le permis (code 78). Pour avoir le droit de conduire des véhicules à boite de vitesse manuelle, il fallait repasser un examen devant un inspecteur du permis de conduire. Désormais, une formation de 7 heures en école de conduite sans examen suffit. Elle peut s’effectuer 3 mois après l’obtention du permis.

##### Accès aux motos et scooters limité à 125 cm3
Depuis le 19 janvier 2013, cette catégorie B permet la conduite, sur le territoire national, de  motocyclette légère de 125 cm3 (15 ch ou 11 kW) et de scooters de la classe L5e, à condition d'être titulaire de ce permis depuis 2 ans révolus, d'avoir suivi une formation pratique de sept heures et avoir plus de 21 ans (pour les L5e).
- Si le permis B est obtenu entre le 1er mars 1980 et le 19 janvier 2013, la conduite de 125 n’est autorisée que si le détenteur est titulaire du permis depuis au moins deux ans et a suivi la formation de sept heures. À noter que, depuis le 1er mars 1980, l’équivalence A1 ou AL n’est plus valable et la formation pratique est obligatoire.
- Si ce permis est obtenu avant le 1er mars 1980, la formation pratique n'est pas nécessaire ; cette équivalence autorise la conduite d'une moto et d'un scooter 125 dans tous les pays européens[Lesquels ?].

##### Accès auxvéhicules et appareils agricoles ou forestiers
Depuis le 8 aout 2015, à la suite de la modification de l'article L221-2 du code la route, cette catégorie B permet la conduite, sur le territoire national, de véhicules et appareils agricoles ou forestiers dont la vitesse est limitée à 40km/h,,.

#### Âge requis
- 14 ans pour le permis AM[53].
- 16 ans pour le permis A1[54].
- 17 ans pour les permis B + BE (permis B abaissé à 15 ans avec la conduite accompagnée, entrée en vigueur le 2 novembre 2014[55],[40])[58][59].
- 18 ans pour le permis A2 (accès progressif limité à 47,6 ch)
- 18 ans ainsi que deux ans de permis A2 pour le permis A (toutes cylindrées)[60]
- 21 ans pour les permis C1, C, C1E et  CE (permis C abaissé à 16 ans dans le cas d'un BAC PRO CTRM[pas clair]) (permis C et CE abaissé à 18 ans dans le cas d'un titre PRO)
- 21 ans pour les permis  D1 et D1E
- 24 ans pour les permis D et DE (permis D abaissé à 21 ans dans le cas d'un titre professionnel « Conducteur Routier Voyageurs »)

### En Belgique
(mai 2020).
En Belgique, il existe différentes catégories de permis de conduire, une catégorie diffère de la France, la catégorie B1 n'est pas reconnue en Belgique et pour conduire ce type de véhicule en Belgique, il faut soit le permis B (voiture), soit le permis A (motocycle).
En comparaison de la France, la Belgique possède des règles différentes en vue de l'accès à un permis de conduire, l'âge d'accès diffère légèrement d'une catégorie à l'autre.
Catégories du permis de conduire
Pour chaque catégorie du permis de conduire, mise à part la catégorie AM, il existe une sous-catégorie, la sous-catégorie automatique. Il est possible de passer chaque examen avec un véhicule automatique, seulement, si on passe un examen en automatique, on n'a accès qu'à conduire des véhicules automatiques. Le code automatique est représenté comme le code 78, il sera apposé sur le permis à côté de la catégorie obtenue.
Chaque catégorie de permis demande une théorie, on est dispensé d'une théorie si on possède un permis de la même catégorie inférieur, la seule exception est le permis AM. Bien que celui-ci fasse partie de la catégorie A, pour passer le permis A, ayant obtenu le permis AM, on doit refaire une théorie de la catégorie A pour motocycles. Si on possède le permis A2, pour passer le A, on ne doit pas passer de théorie. Chaque permis E (BE, CE, DE), ne demande pas de théorie, on doit posséder le permis de la catégorie afin de pouvoir passer le permis sous sa forme E, c'est-à-dire, pour les remorques de plus de 750 kg.
Afin de conduire n'importe quel véhicule d'une catégorie, mise à part la catégorie AM, il sera nécessaire de passer l'examen pratique avec un véhicule équipé d'une boite manuelle. Toutefois, si on a passé l'examen en automatique, pour rouler en manuel, il sera demandé de passer quelques heures de formation ainsi qu'un examen en manuel, une théorie ne sera pas demandée.
- Catégorie A
  - AM : cyclomoteur dont la vitesse est limitée à 45 km/h par construction d'une cylindrée inférieure à 50 cm3 (moteur à combustion interne) ou d'une puissance maximale de 4 kW (autres motorisations) ou un quadricycle léger à moteur d'une puissance maximale de 4 kW. Nous retrouvons dans cette catégorie les voiturette et les quads ;
    - Pour cette catégorie, il n'est pas autorisé de prendre un passager, sauf, dans le cas d'une « voiturette » possédant deux places et que son conducteur titulaire du permis AM, est âgé d'au moins 18 ans, bien que ce permis soit accessible à partir de 16 ans ;
      - Le passage de ce permis peut se faire soit en cyclomoteur, soit en voiturette et la réussite de cette catégorie permet de rouler n'importe quel véhicule de la catégorie AM.

  - A1 : motocyclette légère (avec ou sans side-car) d'une puissance maximale de 11 kW (15 ch), qui n’excède pas 125 cm3 de cylindrée, et dont le rapport puissance/ poids ne dépasse pas 0,1 kW/kg ; un tricycle à moteur d'une puissance maximale de 15 kW ;
  - A2 : motocyclette (avec ou sans side-car), dont la puissance n’excède pas 35 kW et dont le rapport puissance/poids n'excède pas 0,2 kW/kg ; un tricycle à moteur d'une puissance maximum de 15 kW ;
  - A : motocyclette, avec ou sans side-car, tricycle, d'une puissance illimité.
- Catégorie B
  - B : véhicules dont la masse maximale autorisée (MMA) est inférieure ou égale à 3,5 tonnes, un permis B suffit afin de véhiculer au maximum 8 personnes, conducteur non compris, un total de 9 personnes au sein d'un même véhicule ;
  - BA / B78 : véhicules dont la masse maximale autorisée (MMA) est inférieure ou égale à 3,5 tonnes, et que le véhicule est équipé d'une boite automatique. Le permis B-Automatique répond aux mêmes normes que le B à l'exception qu'il doit être équipé d'une boite automatique. Pour véhiculer plus de huit personnes, il faut être titulaire d'un permis de la catégorie D, ce permis est considéré comme un permis poids lourd et permet de conduire un bus. Il faut être titulaire d'un permis D bien que le véhicule utilisé convienne aux normes de la catégorie B.

Aux véhicules de cette catégorie peut être attelée une remorque dans ces conditions :
1. La masse maximale autorisée (MMA) de la remorque est inférieure ou égale à 750 kg ;
2. La masse maximale autorisée (MMA) de la remorque est supérieure à 750 kg, mais le poids total roulant autorisé de l'ensemble constitué du véhicule tracteur et de la remorque doit rester inférieur à 3 500 kg.

Pour atteler une remorque qui ne respecte pas ces deux conditions, il faut être titulaire d'au moins un permis B-96 ou BE.
- Code B-372 / B-373
  - Accès aux Motos et scooters limité à 125 cm3, équivalent aux véhicules respectant la catégorie A1. Le code B-372 est une sous catégorie de la catégorie B, ce code permet la conduite, sur le territoire national, de  motocyclette légère de 125 cm3 (15 ch ou 11 kW), à condition d'être titulaire de ce permis depuis 2 ans et d'avoir suivi une formation pratique de quatre heures, dans une moto-école agrée ;
  - Le code B-373, est un dérivé, il est semblable au code B-372, à l'exception, que celui-ci concerne les tricycles ;
    - Si l'on a obtenu le permis B, avant le 1er janvier 1989, on obtient automatiquement l'ensemble des permis de la catégorie A. On peut donc conduire n'importe quel motocycle et on n'est pas limité au territoire national, car la catégorie sera valable et reconnue à l'étranger comme un permis acquis ;
    - Si le permis B est obtenu entre le 1er janvier 1989 et le 30 avril 2011, la conduite de 125 est autorisée, la formation pratique n'est pas nécessaire, on a automatiquement le code B-372/373 ;
    - Si le permis B est obtenu après le 1er mai 2011, la formation pratique est nécessaire, cette équivalence autorise la conduite d'une moto et d'un scooter 125, sur le territoire national, après avoir suivi quatre heures de formation dans une moto-école agréée. Un code B-372/373 autorise le transport d'un passager, la seule restriction se situe au niveau national, vu qu'un code n'est pas reconnu à l'étranger.

Une formation supplémentaire de huit heures est requise dans les cas suivants, ainsi qu'un examen dans un centre d'examen :
- B96 : ensemble de véhicules (véhicule tracteur et remorque) dont la somme des poids totaux autorisés en charge est inférieure ou égale à 4 250 kg,  avec ces deux conditions réunies :

1. La MMA (masse maximale autorisée) de la remorque est supérieure à 750 kg et inférieure ou égale à 3,5 tonnes ;
2. La somme des masses du véhicule tracteur et de la remorque est supérieure à 3,5 tonnes et inférieure ou égale à 4,25 tonnes. Pour passer ce code en auto-école, il est conseillé directement de passer le permis BE. Celui-ci demande les mêmes conditions et permet de transporter une remorque de plus de 3,5 tonnes, limite l'ensemble à 7 tonnes et non 4,250 tonnes comme le B+Code96.

- Catégorie G
  - La catégorie G n'est valable que sur le territoire national. Le permis de conduire de la catégorie G est requis pour les conducteurs de véhicules agricoles, ainsi que les véhicules immatriculés comme matériel agricole, motoculteur ou moissonneuse. Ce permis est requis pour toutes personnes nées après le 1er octobre 1982. Cette catégorie n'existe pas sous sa forme E, le permis GE n'existe pas ;
  - Si on possède le permis B, on peut conduire un véhicule agricole dont la MMA est de maximum 3,5 tonnes ;
  - Si on possède le permis C, on peut conduire conduire n'importe quel véhicule agricole ;
  - Si on possède un permis sous sa forme E, on peut y atteler une remorque de plus de 750 kg.

Catégorie Poids lourds
- Les catégories C et D sont des catégories de poids lourds. Il faudra donc une attestation médicale afin de passer un permis de ces catégories ;
  - Une attestation médicale chez un organisme fédéral ;
  - Un rapport ophtalmologique chez un ophtalmologue.
- Pour la catégorie poids lourds, il existe un code supplémentaire, le code-95, celui ci représente le CAP, certificat d'aptitude professionnel, il est requis pour le transport de marchandises et le transport rémunéré, ce dernier demande des examens supplémentaires en théorie et pratique. Il a une validité de 5 ans et peut être prolongé après une formation continue ;
  - Toutes personnes ayant le permis D, D1, D1E, DE avant le 10 septembre 2008 sont dispensées du CAP ;
  - Toutes personnes ayant le permis C, C1, C1E, CE avant le 10 septembre 2009 sont dispensées du CAP.

- Catégorie permis C
  - C1 : véhicules dont la MMA est supérieure à 3,5 tonnes et inférieure ou égale à 7,5 tonnes. Ces véhicules sont par ailleurs conçus et construits pour le transport de 8 passagers au plus outre le conducteur. Aux véhicules de cette catégorie peut être attelée une remorque dont la MMA est inférieure ou égale à 750 kg ;
  - C : véhicules dont la MMA est supérieure à 7,5 tonnes. Ces véhicules sont par ailleurs conçus et construits pour le transport de 8 passagers au maximum en plus du conducteur. Aux véhicules de cette catégorie peut être attelée une remorque dont la MMA est inférieure ou égale à 750 kg ;
  - Pour atteler une remorque de plus de 750 kg, le permis sous sa forme E sera demandé. Sauf si on a obtenu le permis C1/C avant le 1er janvier 1989, on obtient le C1E/CE automatiquement lors de l'examen.
- Catégorie D
  - D1 : véhicules affectés au transport de personnes comportant au plus 16 places assises outre le siège du conducteur et mesurant jusqu'à 8 mètres de long. Aux véhicules de cette catégorie peut être attelée une remorque dont le poids total autorisé en charge MMA n'excède pas 750 kg ;
  - D : véhicules affectés au transport de personnes comportant plus de 8 places assises outre le siège du conducteur ou transportant plus de 8 personnes non compris le conducteur. Aux véhicules de cette catégorie peut être attelée une remorque dont le poids total autorisé en charge MMA n'excède pas 750 kg ;
  - Pour atteler une remorque de plus de 750 kg, le permis sous sa forme E sera demandé. Sauf si on a obtenu le permis D1/D avant le 1er janvier 1989, on obtient le D1E/DE automatiquement lors de l'examen.
- Catégorie E
  - BE : véhicules de catégorie B attelés d'une remorque ou semi-remorque lorsque le PTAC de la remorque est supérieur à 750 kg et inférieur à 3 500 kg et que la somme des PTAC du véhicule tracteur et de la remorque est supérieure à 4 250 kg ;
  - C1E : véhicules dont le PTAC est supérieur à 3,5 tonnes et inférieur ou égal à 7,5 tonnes (catégorie C1) attelés d'une remorque ou semi-remorque dont le PTAC est supérieur à 750 kg et/ou véhicules relevant de la catégorie B attelés d'une remorque ou semi-remorque dont le PTAC est supérieur à 3 500 kg. Dans les deux cas, le poids total roulant autorisé (PTRA) de l'ensemble ne doit pas excéder 12 000 kg (12 tonnes) ;
  - CE : véhicules affectés au transport de marchandises ou de matériel dont le PTAC est supérieur à 7,5 tonnes (catégorie C) et qui sont attelés d'une remorque ou semi-remorque dont le PTAC dépasse 750 kg. Ces véhicules sont par ailleurs conçus et construits pour le transport de huit passagers au maximum en plus du conducteur ;
  - D1E : véhicules affectés au transport de personnes comportant au plus 16 places assises outre le siège du conducteur et mesurant jusqu'à 8 mètres de long (catégorie D1) et dont le PTAC de la remorque excède 750 kg ;
  - DE : véhicules affectés au transport de personnes comportant plus de 8 places assises outre le siège du conducteur (ou transportant plus de 8 personnes non compris le conducteur) et dont le PTAC de la remorque excède 750 kg.
- Si l'on a obtenu une catégorie (B, C, D), avant le 1er janvier 1989, on obtient automatiquement sa forme E. On peut donc atteler une remorque de plus de 750 kg pour cette même catégorie.

Âge requis
- 16 ans pour le permis AM (contre 14 ans en France) ;
- 16 ans pour le permis G ;
- 18 ans pour le permis A1 (contre 16 ans en France) ;
- 20 ans pour le permis A2 (contre 18 ans en France) ;
- 24 ans pour le permis A ;
  - Il est possible de le passer à 22 ans si on a 2 ans de permis A2 (contre 18 ans en France si on a deux ans de permis A2 dès 16 ans).
- 18 ans pour les permis B + BE. Il est possible de l'enseigner à partir de 17 ans en filière libre (contre 15 ans en France, sous le principe de la conduite accompagnée, entrée en vigueur le 2 novembre 2014) ;
- 18 ans pour le permis C1 et C1E (contre 21 ans en France sauf si permis professionnel) ;
- 21 ans pour les permis C et CE.
  - Permis accessible à partir de 18 ans pour le cadre professionnel (en France : permis C abaissé à 16 ans dans le cas d'un pro, permis C et CE abaissé à 18 ans dans le cas d'un titre Pro) ;
  - Il est possible dès 18 ans de passer l'examen avec un véhicule de la catégorie C, mais on ne peut pas conduire des véhicules de cette catégorie avant 21 ans, le permis C1 sera valable dès la réussite de l'examen et le C dès 21 ans.
- 18 ans pour les permis  D1 et D1E (contre 21 ans en France) ;
- 21 ans pour les permis D et DE.
  - Permis accessible à partir de 18 ans pour le cadre professionnel (en France : permis C abaissé à 18 ans dans le cas d'un pro).

### En Suisse
La dénomination des permis de conduire est identique à l'Union européenne. La Suisse ne possède pas le permis à points. En cas d'infraction à la loi fédérale sur la circulation routière (LCR), le conducteur peut être sanctionné par une amende financière simple sans incidence sur le permis, ou, dans les cas plus graves, d'un retrait de permis assorti d'une amende. La durée minimum du retrait de permis est d'un mois et peut aller jusqu'au retrait de permis définitif. Depuis le 1er avril 2003, le permis de conduire est édité uniquement au format carte de crédit (PCC) avec les indications inscrites en français, anglais, allemand, romanche et italien. L'ancien format était un papier bleu identique à la plupart des permis européens.
Depuis le 1er décembre 2005, le processus d'obtention du permis de conduire se déroule en deux phases.

#### Première phase
Pour obtenir son permis de conduire dans les catégories A et B, il faut être âgé de 18 ans et capable de discernement[réf. souhaitée]. Dans un premier temps, il faut suivre 10 heures de cours de premiers secours et obtenir une attestation de réussite. Ensuite, il faut passer l'examen théorique (code de la route) qui comprend 50 questions à choix multiples. Pour l'obtention du permis, il ne faut pas faire plus de 15 fautes. En effet sur les quatre réponses possibles à chaque question, plusieurs solutions peuvent être correctes.
Pour obtenir un permis probatoire d'une durée de trois ans et avoir le droit de conduire seul et à l'étranger, l'élève conducteur doit réussir l'examen pratique d'une durée de 60 minutes, qui constitue en un parcours mixte en ville, sur route et autoroute. La réussite de l'examen est soumise à l'appréciation de l'expert de conduite, qui dispose d'une liste de critères auxquels il porte son attention lors de l'examen : respect des distances de sécurité, indication correcte des changements de direction, respect des limitations de vitesse, etc.

#### Deuxième phase
Dès la réussite de l'examen pratique, le jeune conducteur est au bénéfice d'un permis probatoire d'une durée de trois ans. Il est autorisé à conduire un véhicule seul et aucune mention ne figure derrière la voiture, contrairement au « A » français. Pendant cette période, il a l'obligation de suivre deux journées de formation. La première journée se déroule sur circuit et vise à entraîner les techniques du freinage d'urgence, de la distance à respecter entre les véhicules, de la vitesse à adapter à l'approche d'un virage (piste avec revêtement glissant et mouillé) et du regard. La deuxième journée se déroule sur route ouverte et vise à améliorer les défauts constatés. Un accent est aussi mis sur l'écoconduite. Durant cette période le jeune conducteur doit aussi adopter un comportement irréprochable. Ainsi, au premier retrait de permis, la durée probatoire est augmentée d'une année pour atteindre 4 ans sur la totalité. Au deuxième retrait de permis durant la période probatoire, le jeune conducteur est soumis à un délai d'attente d'une année, et doit ensuite recommencer entièrement le processus (cours de premiers secours s'il n'est plus valable, examen théorique, cours de sensibilisation, examen pratique, journées de formation complémentaire) pour obtenir un nouveau permis de conduire. Enfin, le jeune conducteur reçoit son permis définitif à la fin de la période probatoire en fournissant les attestations des cours de formation complémentaire au service des automobiles du canton de domicile.

#### Exceptions
- L'âge minimal pour se présenter à l'examen du permis de la catégorie A1 est fixé à 16 ans[64]. Sa réussite ouvre la permission de piloter un motocycle ayant une cylindrée n’excédant pas 50 cm3; pour les moteurs à allumage commandé ou pour une puissance nominale ou continue n’excédant pas 4 kW avec les autres moteurs[64].
- À l'âge de 18 ans révolu, la réussite à l'examen ouvre la permission de piloter les autres motocycles de la sous-catégorie A1 (avec une cylindrée n’excédant pas 125 cm3 et une puissance de moteur de maximum 11 kW)[64].
- Les détenteurs de permis de la catégorie B ne sont pas autorisés à circuler en motocycle[65]. Le permis de la catégorie A ou A1 peut être obtenu par les détenteurs du permis de la catégorie B, lorsque ceux-ci ont suivi une formation pratique de 8 heures auprès d'un professionnel. Ils ne sont pas soumis à un examen pratique[66].

#### Retrait de permis
En Suisse, la vitesse est limitée à 50 km/h en localité, 80 km/h hors localité et 120 km/h sur autoroute. À la suite d'un excès de vitesse, une amende proportionnelle à la faute est infligée au conducteur. Le permis de conduire est retiré pour 1 mois et l'infraction qualifiée de moyennement grave dès que la vitesse est supérieure à la limite autorisée de :
- 21 km/h en localité soit 71 km/h. Cette vitesse descend à 66 km/h si la personne a des antécédents[68] ;
- 26 km/h hors localité soit 106 km/h. Cette vitesse descend à 101 km/h si la personne a des antécédents ;
- 31 km/h sur autoroute soit 151 km/h. Cette vitesse descend à 146 km/h si la personne a des antécédents.

Pour des raisons techniques (précision du radar), une marge de sécurité (dépendant du moyen de mesure) est retirée de la vitesse effectivement mesurée.
À la suite d'un excès de vitesse, une amende proportionnelle à la faute est infligée au conducteur. Le permis de conduire est retiré pour trois mois et l'infraction qualifiée de « grave » dès que la vitesse est supérieure à la limite autorisée de :
- 25 km/h en localité soit 75 km/h. Cette vitesse descend à 71 km/h si la personne a des antécédents ;
- 30 km/h hors localité soit 110 km/h. Cette vitesse descend à 106 km/h si la personne a des antécédents ;
- 35 km/h sur autoroute soit 155 km/h. Cette vitesse descend à 151 km/h si la personne a des antécédents.

Si l'excès de vitesse est particulièrement important, d'autres mesures peuvent être prises. Elles sont dictées par la justice au cas par cas. Citons simplement la séquestration du véhicule, la peine de prison ou l'amende proportionnelle au salaire particulièrement dissuasive. L'amende record s'élève à 299 000 CHF (214 000 euros) pour un chauffard qui a été flashé à 140 km/h au lieu de 100 km/h dans le canton de Saint-Gall au volant d'une Ferrari Testarossa. De plus, en cas d'accident à la suite d'une faute grave, si le conducteur n'a pas pris la clause spécifique d'assurance contre les fautes graves, l'assurance va se retourner contre le conducteur et lui réclamer un remboursement d'une partie du dommage causé, en fonction de la gravité de la faute commise. Les montants réclamés sont très importants et le fautif se retrouve très souvent à vivre avec le minimum vital en termes de ressources financières, même s'il est universitaire et qu'il gagne très bien sa vie, la différence étant prélevée par le juge pour payer la dette qu'il aura contracté.
Lors de la notification d'un retrait de permis par l'autorité administrative (Commission des mesures administratives), le conducteur dispose généralement d'un délai de six mois pour déposer son permis. La durée totale du retrait de permis devra être exécutée en une seule fois. Si le conducteur se fait retirer le permis pour un mois, il ne peut pas le déposer durant deux semaines pour les vacances de fin d'année et deux semaines à un autre moment.
Concernant l'alcool, la Suisse tolère un taux de 0,5 ‰. Dès 0,8 ‰, le permis est retiré avec effet immédiat pour des raisons de sécurité. Il est ensuite restitué au conducteur en attendant que son cas soit jugé. Exception faite des cas dans lesquels la récidive est trop probable : personnes avec un lourd passé et un taux d'alcool largement supérieur à la limite.
Les autres retraits de permis les plus fréquents sont :
- l'incapacité à conduire (stupéfiant, médicament, etc.) ;
- un demi-tour, un franchissement de la berme centrale, circulation à contresens ou en marche arrière sur une autoroute ou une semi-autoroute ;
- un dépassement sur un tronçon de route qui comporte une ligne blanche ou qui est sans visibilité.

Si plusieurs infractions à la Loi fédérale sur la circulation routière (LCR) sont constatées la sévérité des sanctions est accrue. C'est le cas par exemple lors d'un accident causé par un excès de vitesse et une alcoolémie trop élevée. Trois infractions sont constatées : accident, vitesse et alcool. Dans ce cas, le retrait de permis est de trois mois. Cependant, la commission des mesures administratives peut ordonner une suspension de permis plus longue s'il y a eu des blessés graves lors de l'accident ou si le conducteur a résisté à son interpellation.

## Permis en Amérique du Nord

### Au Canada

#### Au Québec

##### Classes
Les permis sont catégorisés selon différentes classes de permis :
- 1 : poids lourds
- 2 : autobus
- 3 : camion porteur
- 4X : véhicules spéciaux
  - 4A : véhicule d'urgence
  - 4B : petit autobus ou minibus de 24 passagers et moins
  - 4C : taxi
- 5 : véhicules de promenade de 8 passagers et moins
- 6X : motocyclettes
  - 6A : toutes les motocyclettes
  - 6B : cylindrée de 400 cm3 ou moins
  - 6C : cylindrée de 125 cm3 ou moins
  - 6D : cyclomoteur (50 cm3 ou moins)
  - 6E : motocyclettes à trois roues
- 8 : tracteur de ferme

### États-Unis
Entre 2002 et 2021, certains États des États-Unis ont réussi à réduire sensiblement la mortalité des accidents de jeunes conducteurs par une meilleure formation accompagnée.

## Permis à points
La notion de permis à points existe dans différentes régions.

### Australie
La notion de permis à points est utilisée dans divers États d'Australie : en Nouvelle-Galles du Sud, dans l'État de Victoria, en Australie-Méridionale, au Queensland et dans le Territoire du Nord.

### Europe
La notion de permis à point est utilisée dans divers pays de l'Union européenne et des pays avoisinants :
Exemple de pays de l'Union européenne :
- Allemagne en 1974 ;
- France en 1992 ;
- Grèce et Pologne en 1993 ;
- Grande-Bretagne en 1995 ;
- Croatie en 1996 ;
- Slovénie en 1998 ;
- Bulgarie en 2000 ;
- Chypre et Irlande en 2001 ;
- Luxembourg en 2002 ;
- Italie en 2003 ;
- Hongrie, Lituanie, Malte et Lettonie en 2004 ;
- Autriche et Danemark en 2005 ;
- Espagne en 2006 ;
- Roumanie en 2009 ;
- Pays-Bas.

Fin 2022, la mise en place du permis à points en Belgique est à l'étude.

### Amérique du Nord
La notion de permis à points est utilisée au Canada (Alberta et Ontario).
La notion de permis à points est utilisée aux États-Unis (Arizona, Californie, Colorado, Floride, Massachusetts, New Jersey, New York, Caroline du Nord, Pennsylvanie, Caroline du Sud, Texas).

### Amérique du Sud et Caraïbe
La notion de permis à points est utilisée au Brésil et à Trinité-et-Tobago.